# Túnel de la Madroa

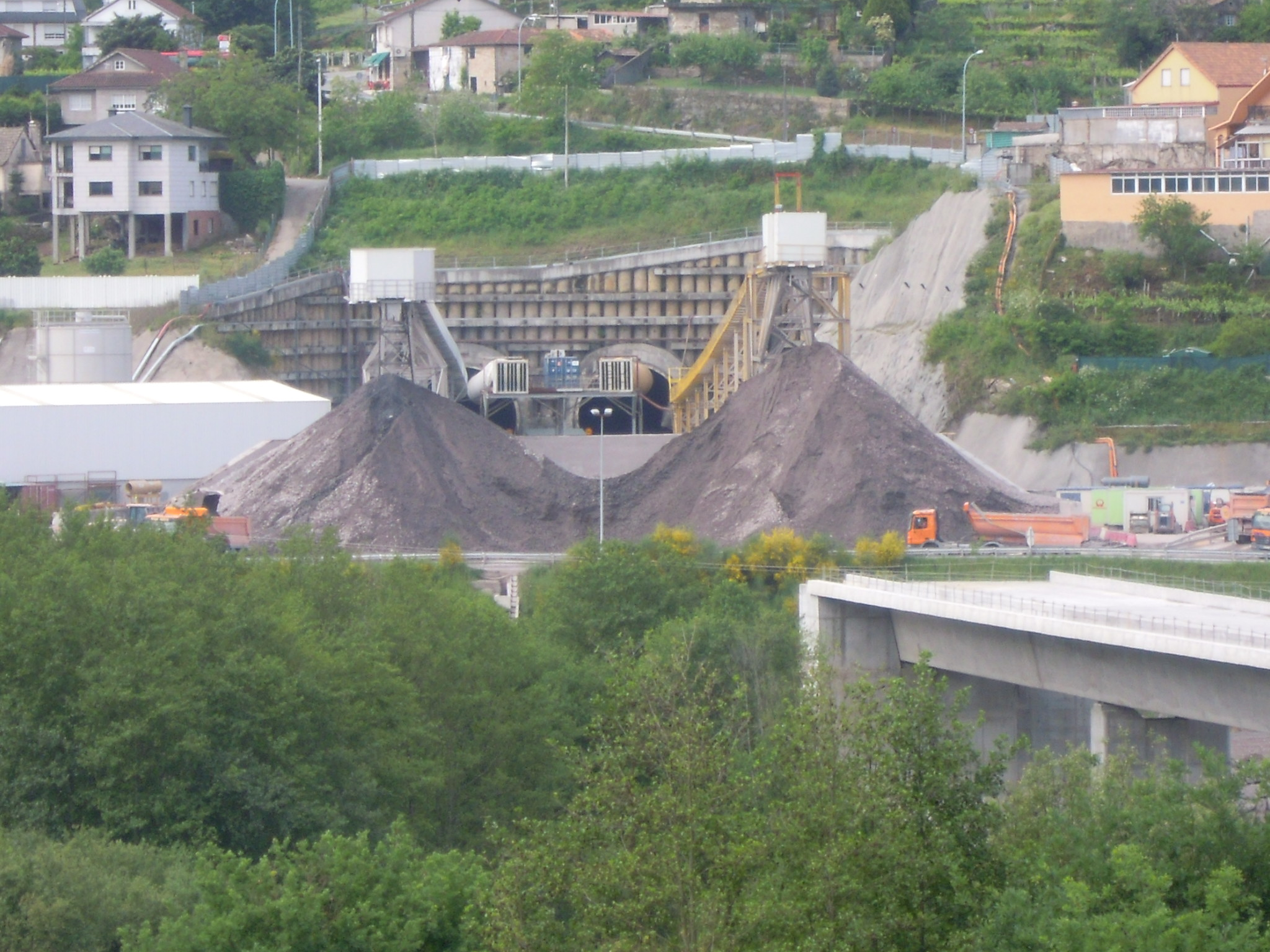
Obras de construcción del túnel.

El túnel de la Madroa, también conocido como túnel de las Maceiras o túnel Vigo-Redondela, es un túnel ferroviario de dos tubos de 8,5 km de longitud que conecta As Maceiras, en Redondela, con la estación subterránea de Vigo-Urzaiz. Es el túnel más largo del Eje atlántico de alta velocidad (EAAV).

## Características
Se trata de un túnel bitubo (uno para cada sentido de circulación) construido bajo el monte de la Madroa en Candeán con un coste de 183 millones de euros. Para construirlo se contrataron dos tuneladoras, La Miñoca y La Liebre, se instalaron 70 000 dovelas y 10 000 anillos para garantir la estabilidad del trazado, según informa Adif en su vídeo "Eje atlántico de alta velocidad. Integración ferroviaria en Vigo".

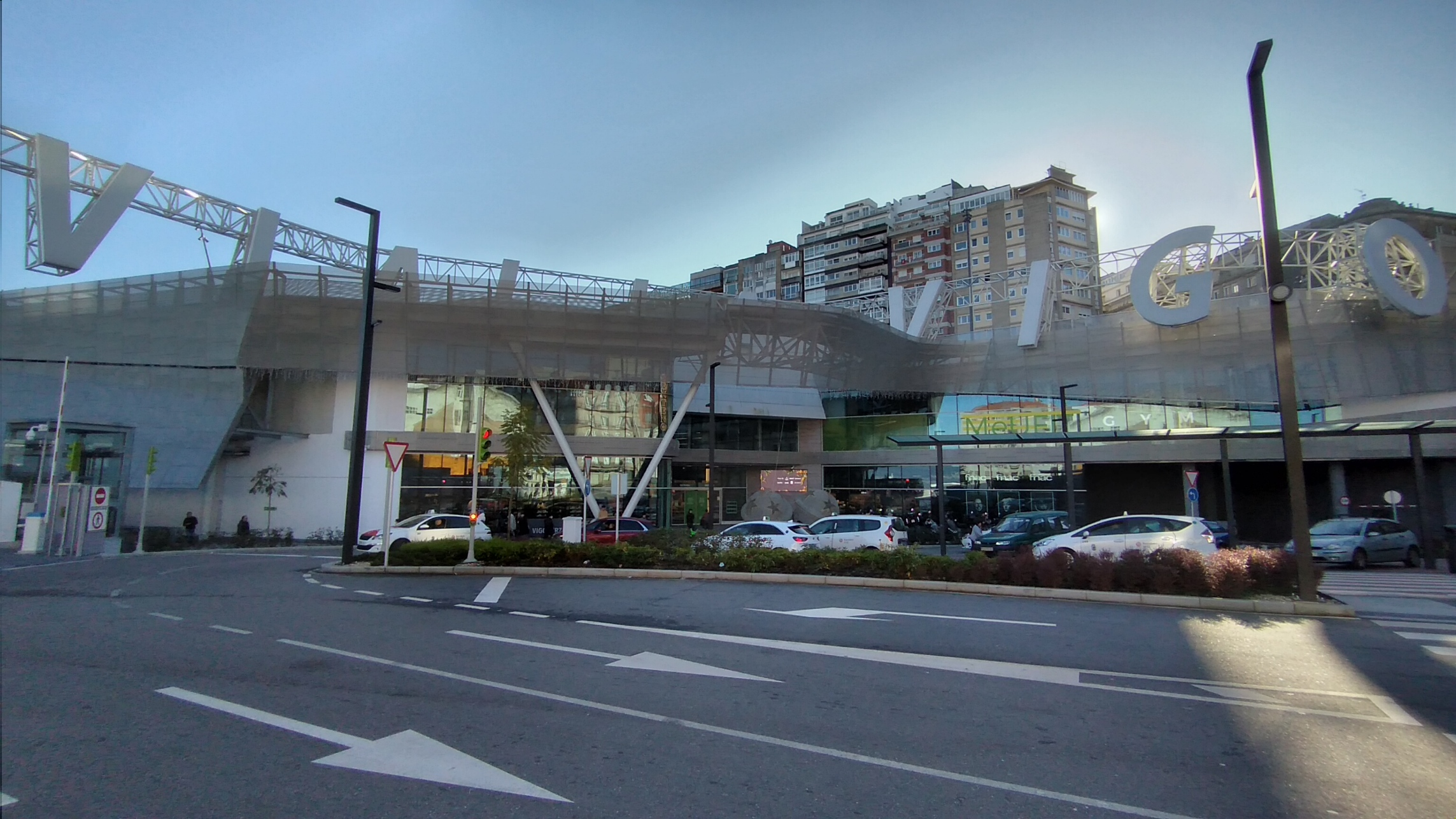
Acceso a la Estación de Vigo-Urzaiz.

El túnel forma parte del trayecto entre la estación de Vigo-Urzaiz y la estación de Santiago de Compostela. A comienzos del siglo XXI se construyeron 36,9 km, que permiten una continuidad de doble vía electrificada. El 16 de abril de 2015 se realizó el viaje inaugural de Coruña a Vigo, con a presencia de a ministra de Fomento Ana Pastor Julián y el presidente de la Junta de Galicia Alberto Núñez Feijóo, que también inauguraron la nueva terminal viguesa, diseñada por Thom Mayne. El sábado 18 de abril de 2015 entró en servicio comercial la línea de alta velocidad Vigo-La Coruña.